# Leodonta tellane
Espèce
Leodonta tellane est une espèce d'insectes lépidoptères (papillons) appartenant à la famille des Pieridae, à la sous-famille des Pierinae, à la tribu des Pierini et au genre Leodonta.

## Dénomination
L'espèce a été décrite par l'entomologiste britannique, William Chapman Hewitson en 1860 sous le nom initial d'Euterpe tellane .

### Synonymie
- Euterpe tellane (Hewitson, 1860)

## Taxinomie
Liste des sous-espèces
- Leodonta tellane tellane [2]
- Leodonta tellane chiriquensis (Staudinger, 1884)

Synonymie pour cette sous-espèce
Pereute chiriquensis (Staudinger, 1884)
Leodonta chiriquensis (Godman & Salvin, 1889) 
- Leodonta tellane intermedia (Röber, 1908)[5]
- Leodonta tellane tingomariae (Baumann & Reissinger, 1969) [6]

Synonymie pour cette sous-espèce
Leodonta chiriquensis tingomariae (Winhard, 2000)

### Noms vernaculaires
Leodonta tellane tellane se nomme Dyson's White en anglais et Leodonta tellane chiriquensis Tellane White.

## Description
Leodonta tellane est un papillon blanc au bord costal des antérieures et au bord externe à large bordure marron.
Le revers des antérieures est blanc bordé de marron avec une ligne submarginale de chevrons blancs dans cette bordure et celui des postérieures présente entre des aires basale et submarginale marron une aire discale formée de taches jaune.

## Écologie et distribution
Leodonta tellane est présent au Panama, au Costa Rica, en Équateur,  en Colombie et au Pérou

### Protection
Pas de statut de protection particulier.